# Athyrium otophorum
Athyrium otophorum är en majbräkenväxtart som först beskrevs av Friedrich Anton Wilhelm Miquel, och fick sitt nu gällande namn av Gen'ichi Koidzumi. Athyrium otophorum ingår i släktet Athyrium och familjen Athyriaceae. Utöver nominatformen finns också underarten A. o. okanum.

## Bildgalleri

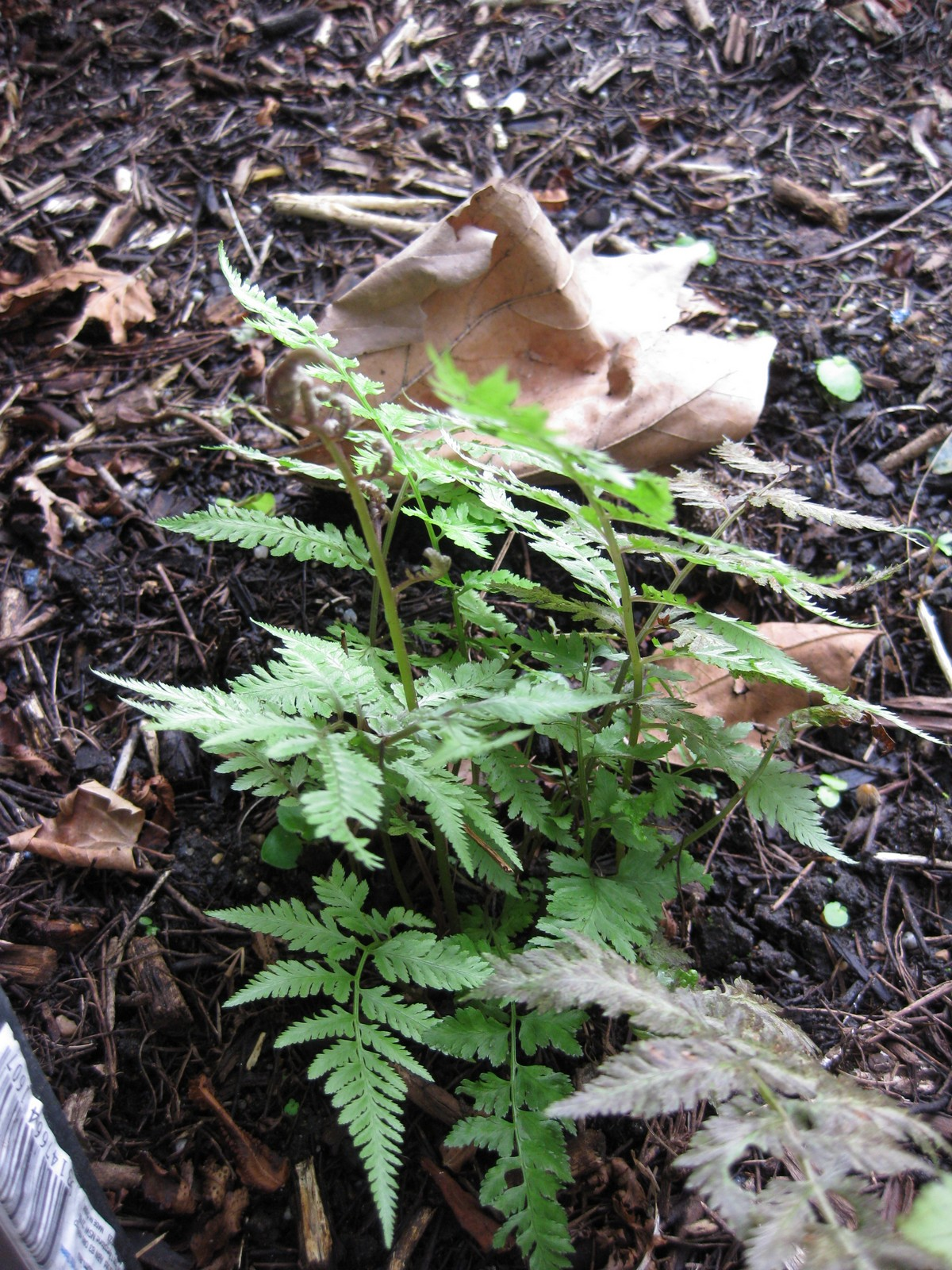
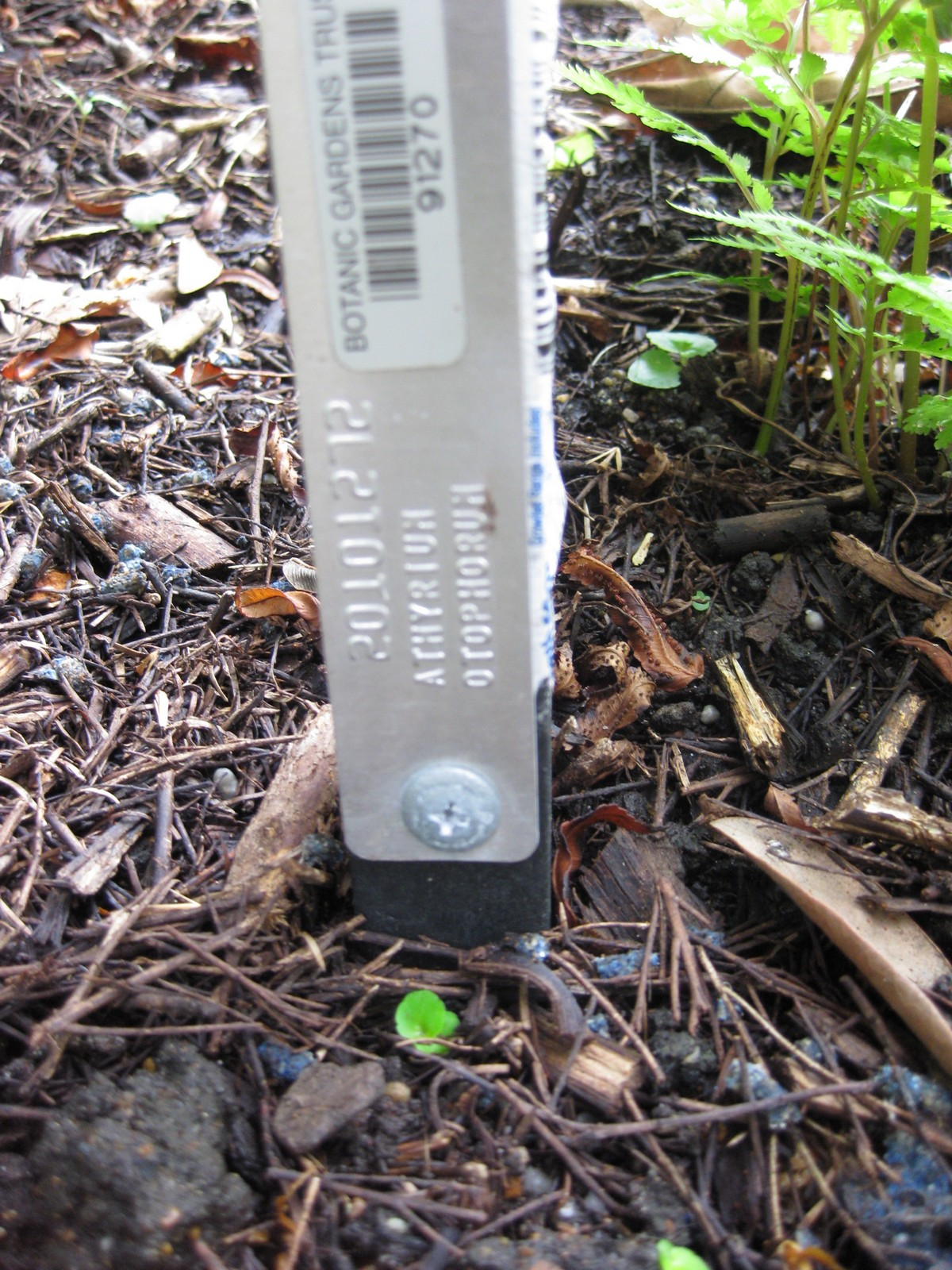
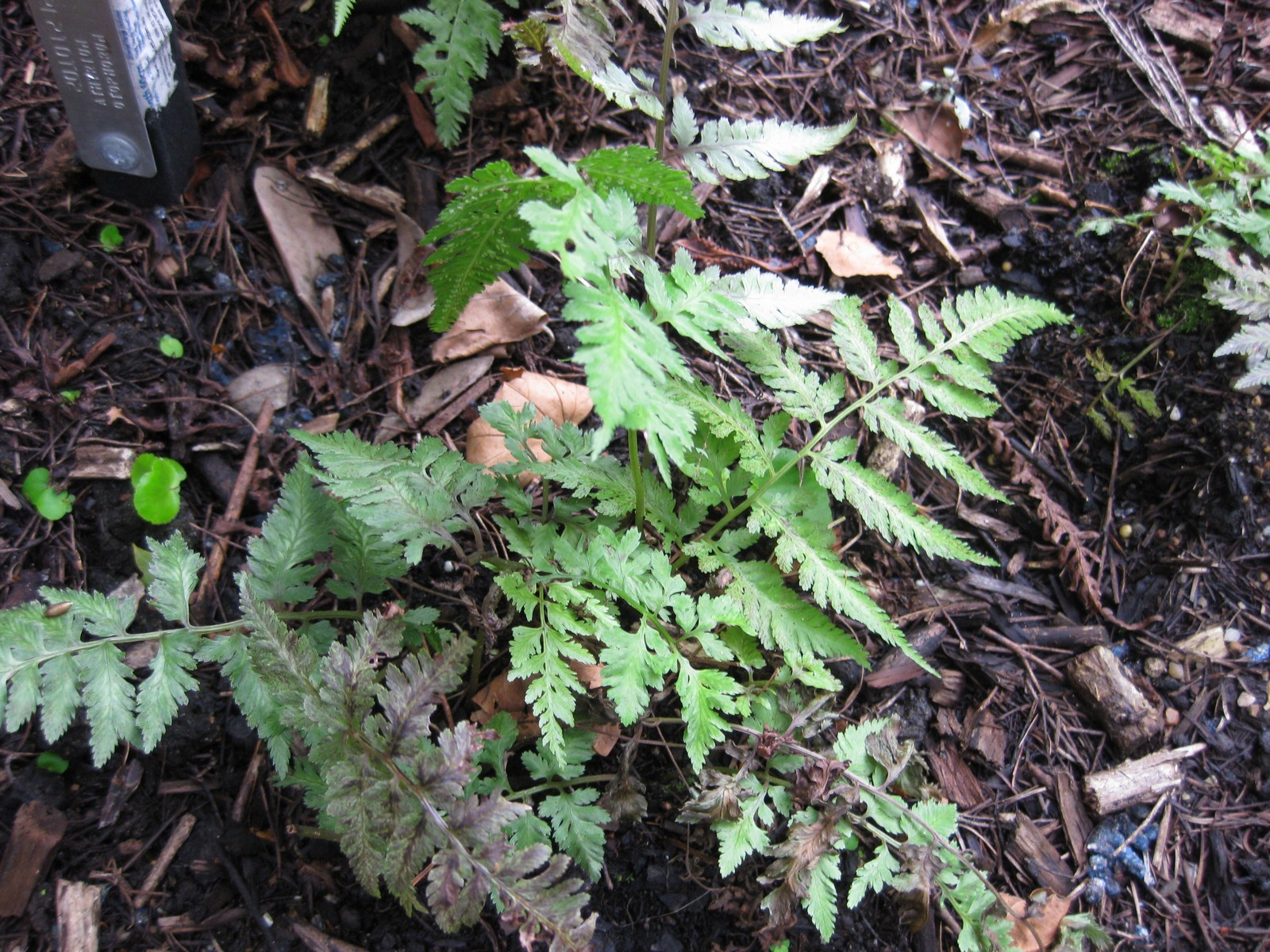